# Daniel da Mota
Daniel da Mota Alves (* 11. září 1985, Ettelbruck, Lucembursko) je lucemburský fotbalový útočník a reprezentant portugalského původu, v současnosti hráč klubu F91 Dudelange.
V roce 2011 se stal lucemburským fotbalistou roku.
Jeho bratři David da Mota a Patrick Alves da Mota jsou také fotbalisté.

## Klubová kariéra
Začínal v klubu FC Etzella Ettelbruck, v jeho dresu debutoval v roce 2001 v seniorské kopané. V létě 2008 přestoupil do jiného lucemburského týmu F91 Dudelange.

## Reprezentační kariéra
V A-mužstvu Lucemburska debutoval 2. 6. 2007 v kvalifikačním zápase v Tiraně proti týmu Albánie (prohra 0:2).